# دوق كارمل
دوق كارمل (بالإنجليزية: Duke Carmel)‏ هو لاعب كرة قاعدة أمريكي، ولد في 23 أبريل 1937 في نيويورك في الولايات المتحدة.

## وصلات خارجية
- دوق كارمل على موقعبيزبول رفرنس.كوم (الدوري الرئيسي) (الإنجليزية)
- دوق كارمل على موقعبيزبول رفرنس.كوم (الدوري الثانوي) (الإنجليزية)